# Ordonanța de la Villers-Cotterêts

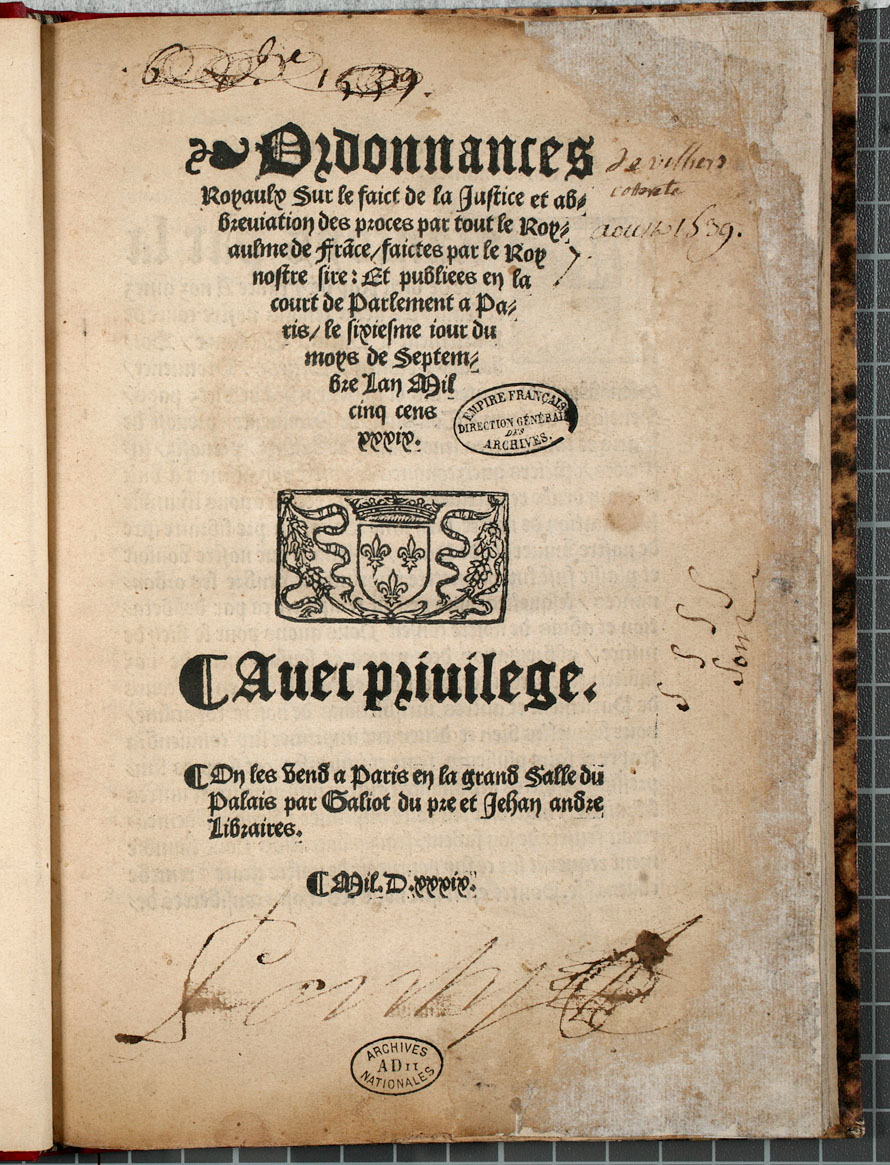
Ordonanța de la Villers-Cotterêts

Ordonanța de la Villers-Cotterêts (în franceză Ordonnance de Villers-Cotterêts) este un document ratificat, la 10 august 1539, de regele Francisc I al Franței și care face parte dintr-o amplă reformă legislativă din perioada domniei acestuia.
Acesta impune utilizarea limbii franceze în toate documentele oficiale, în locul latinei.

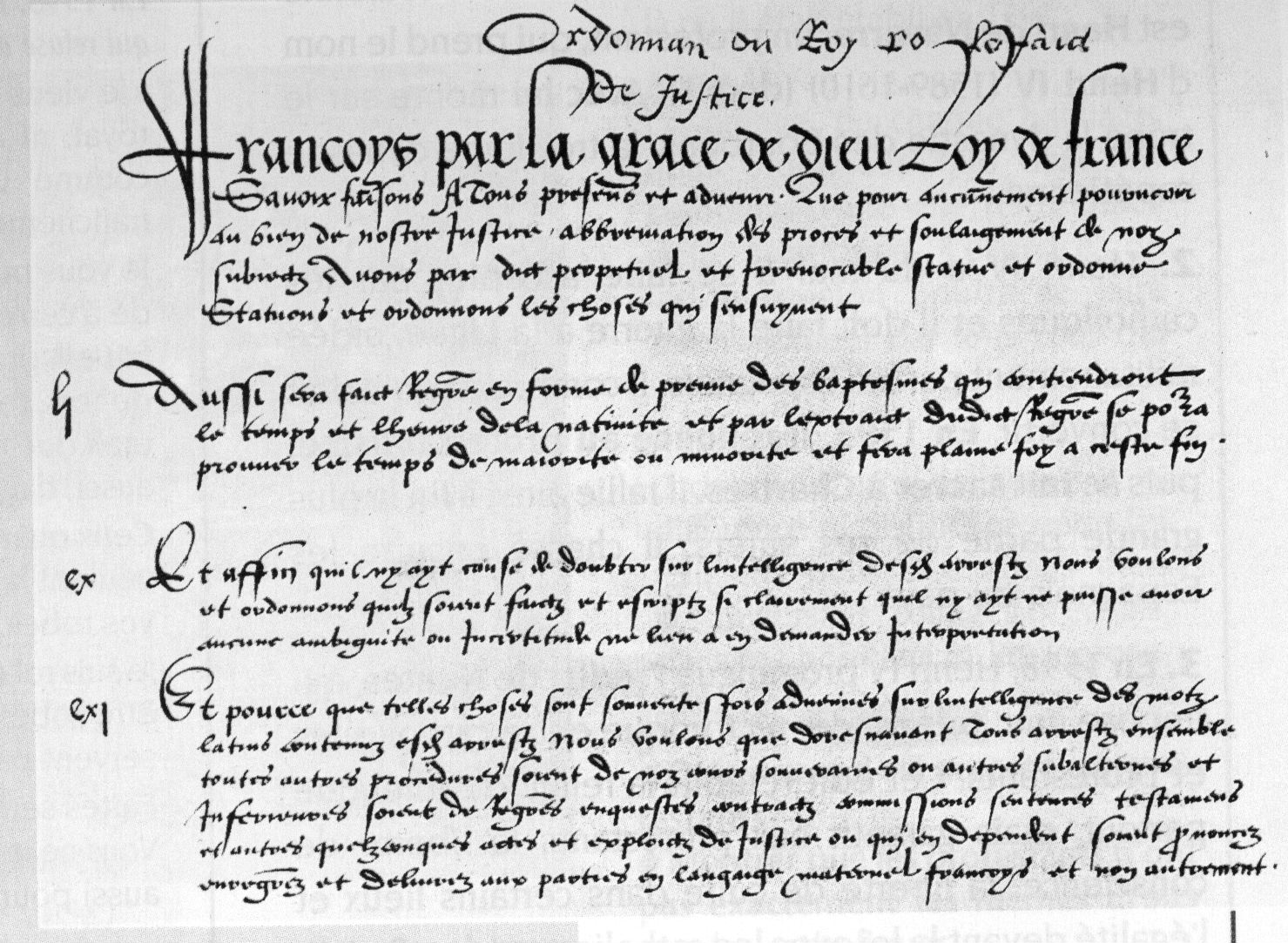
Prima pagină a Ordonanţei